# Lachnum willisii
Lachnum willisii är en svampart som först beskrevs av G.W. Beaton, och fick sitt nu gällande namn av Spooner 1987. Lachnum willisii ingår i släktet Lachnum och familjen Hyaloscyphaceae.   Inga underarter finns listade i Catalogue of Life.